# براندون ماسون
براندون ماسون (بالإنجليزية: Brandon Mason) (30 سبتمبر 1997 بوستمنستر في المملكة المتحدة - ) هو لاعب كرة قدم بريطاني في مركز الدفاع.

## وصلات خارجية
- براندون ماسون على موقع قاعدة بيانات كرة القدم.إي يو (الإنجليزية)
- براندون ماسون على موقع Soccerbase.com (لاعب) (الإنجليزية)
- براندون ماسون على موقع Soccerway.com (الإنجليزية)
- براندون ماسون على موقع عالم كرة القدم.نت (الإنجليزية)
- براندون ماسون على موقع AS.com (الإسبانية)